# Vitaliy Sydorenko
Pour les articles homonymes, voir Sydorenko.
Vitaliy Sydorenko, né le 22 décembre 1981 à Kiev, est un joueur de beach soccer international ukrainien. Il évolue au poste de gardien de but.

## Biographie
Vitaliy Sydorenko commence à jouer au football à l'âge de 6 ans. Il signe ensuite dans un club de 2e division ukrainienne nommé Obolon où il reste 5 ans avant de partir pour le Metallurg puis le Borisfen deux saisons plus tard.
En 2005, Sydorenko prend part à la première Coupe du monde FIFA avec l'équipe d'Ukraine de beach soccer.

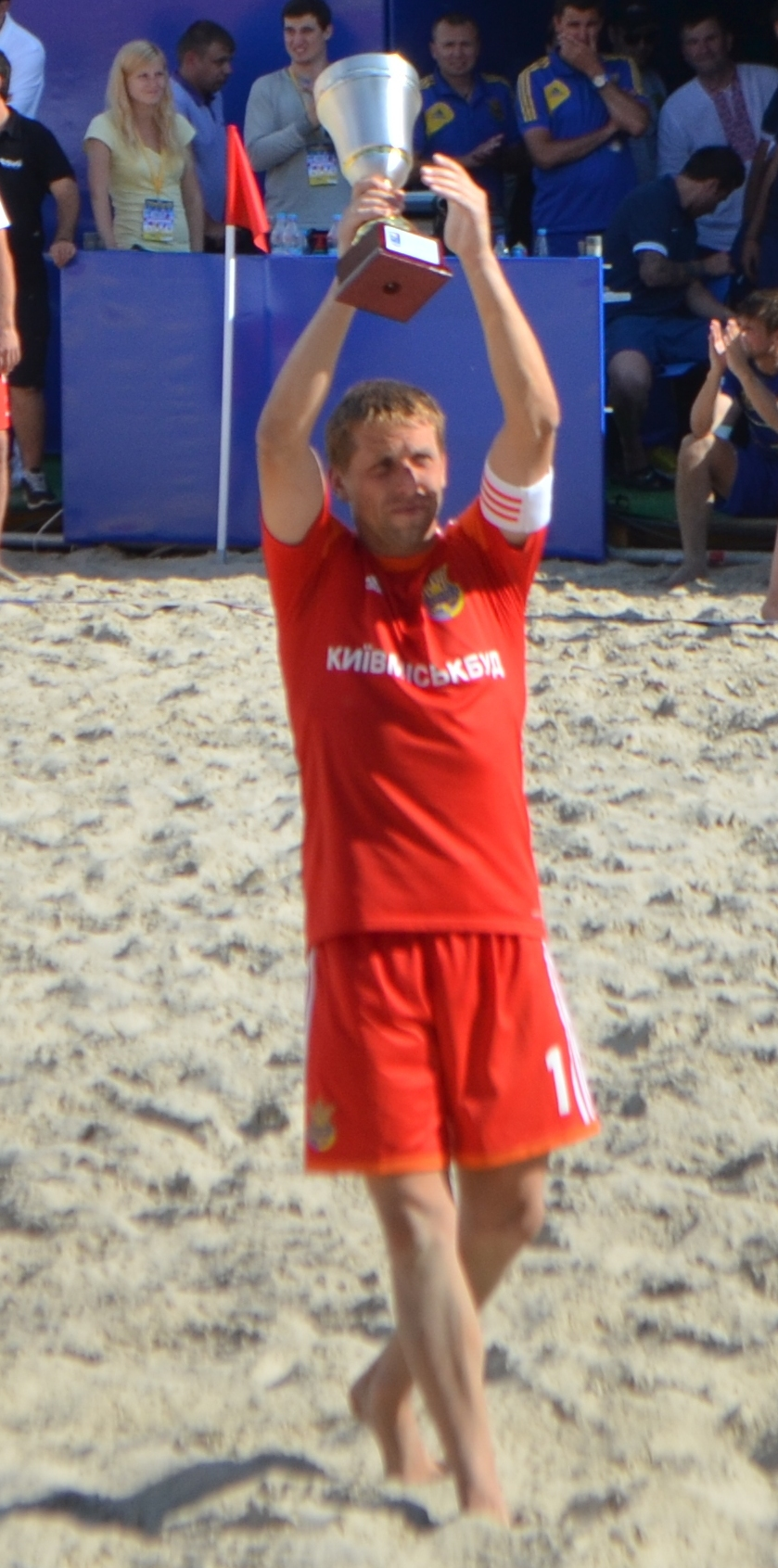

En 2010, il rejoint la nouvelle section beach soccer du Lokomotiv Moscou avec qui il remporte dès la première année le titre de champion de Russie.

## Palmarès

### Individuel
Meilleur gardien lors
- des qualifications à la Coupe du monde 2013
- de l'Euro Winners Cup 2013
- de la Coupe du monde des clubs 2012

### En sélection
- Euro Beach Soccer League
  - Champion de Division B en 2012

- Tournoi de qualification à la Coupe du monde (1)
  - Vainqueur en 2011

- Euro Beach Soccer Cup (1)
  - Vainqueur en 2007
  - 4e en 2004

- BSWW Kiev Cup (1)
  - Vainqueur en 2012

### En club
Avec  Lokomotiv Moscou
- Champion de Russie en 2010
- Vainqueur de la Coupe du monde des clubs 2012, 4e en 2011

Avec  Griffin Beach Soccer
- Finaliste de l'Euro Winners Cup 2013
- Champion d'Ukraine en 2012